# Chi Gạo
Chi Gạo (danh pháp khoa học: Bombax) là một chi thực vật có nguồn gốc ở vùng nhiệt đới Nam Á, bắc Úc và nhiệt đới châu Phi. Các tên gọi phổ biến trong chi này là bông lụa, hồng miên (bông đỏ), mộc miên hay bông gòn Ấn Độ.
Các loài trong chi này là các loại cây thân gỗ lớn trong khu vực của chúng, cao tới 30–40 m và đường kính thân cây tới 3 m. Lá của chúng rụng vào mùa khô, rộng 30–50 cm, hình chân vịt, với 5-9 lá chét. Chúng ra hoa có màu đỏ vào giai đoạn từ tháng Một đến tháng Ba, khi kết quả tạo ra các quả chứa sợi, tương tự như ở cây bông gòn (Ceiba pentandra) và cây bông, mặc dù các sợi của chúng ngắn hơn sợi bông.
Chúng cũng được trồng như loại cây cho mục đích tái trồng rừng ở các khu vực có rừng bị phá hoại.
Các loài trong chi Bombax bị ấu trùng của một số loài thuộc bộ Cánh vẩy (Lepidoptera) phá hoại, như Bucculatrix crateracma chỉ ăn lá của cây gạo (Bombax ceiba).

## Hình ảnh

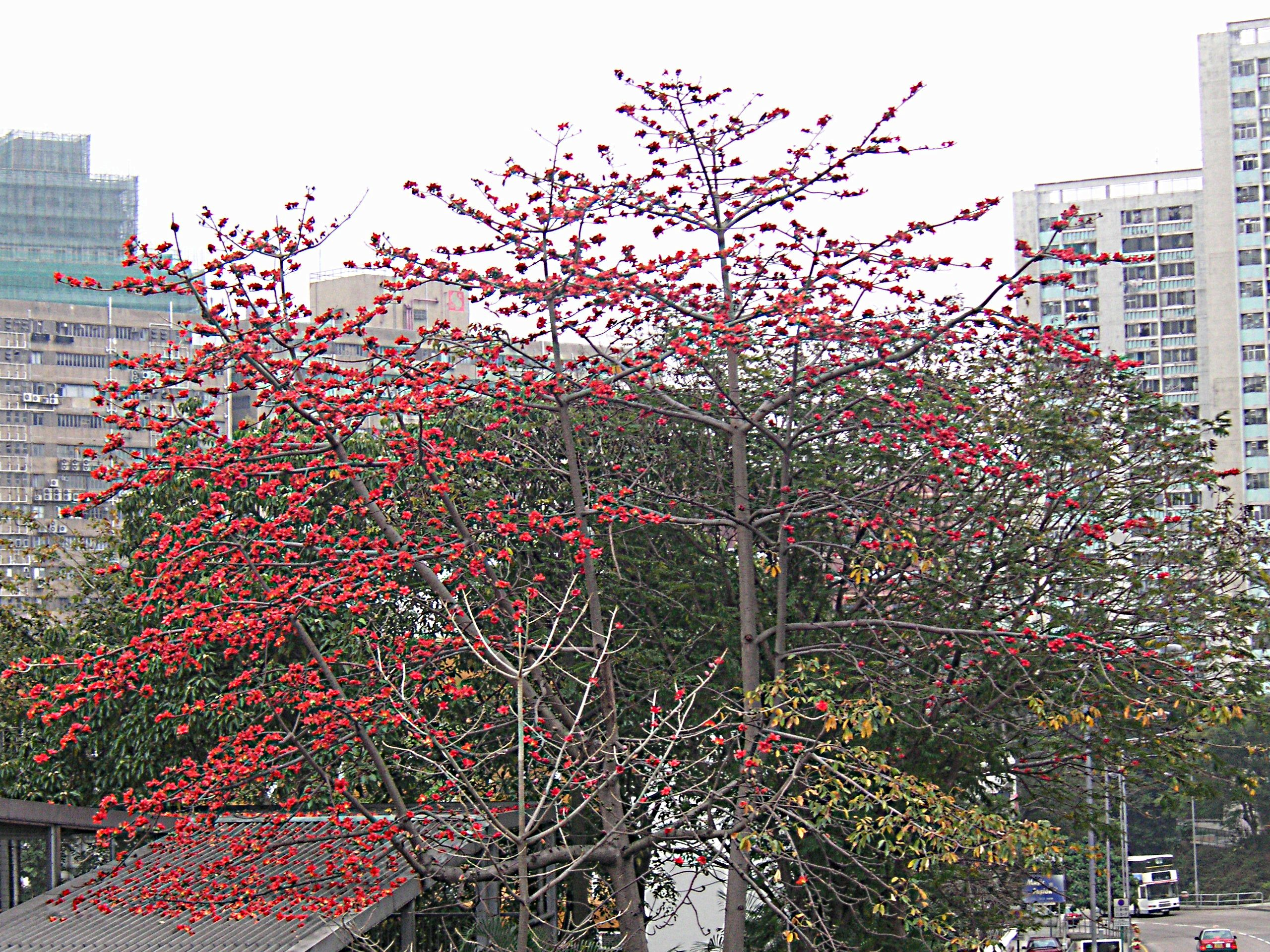
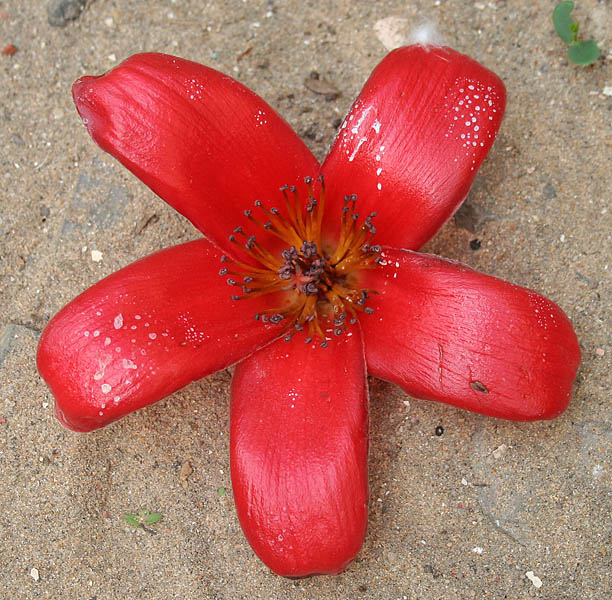
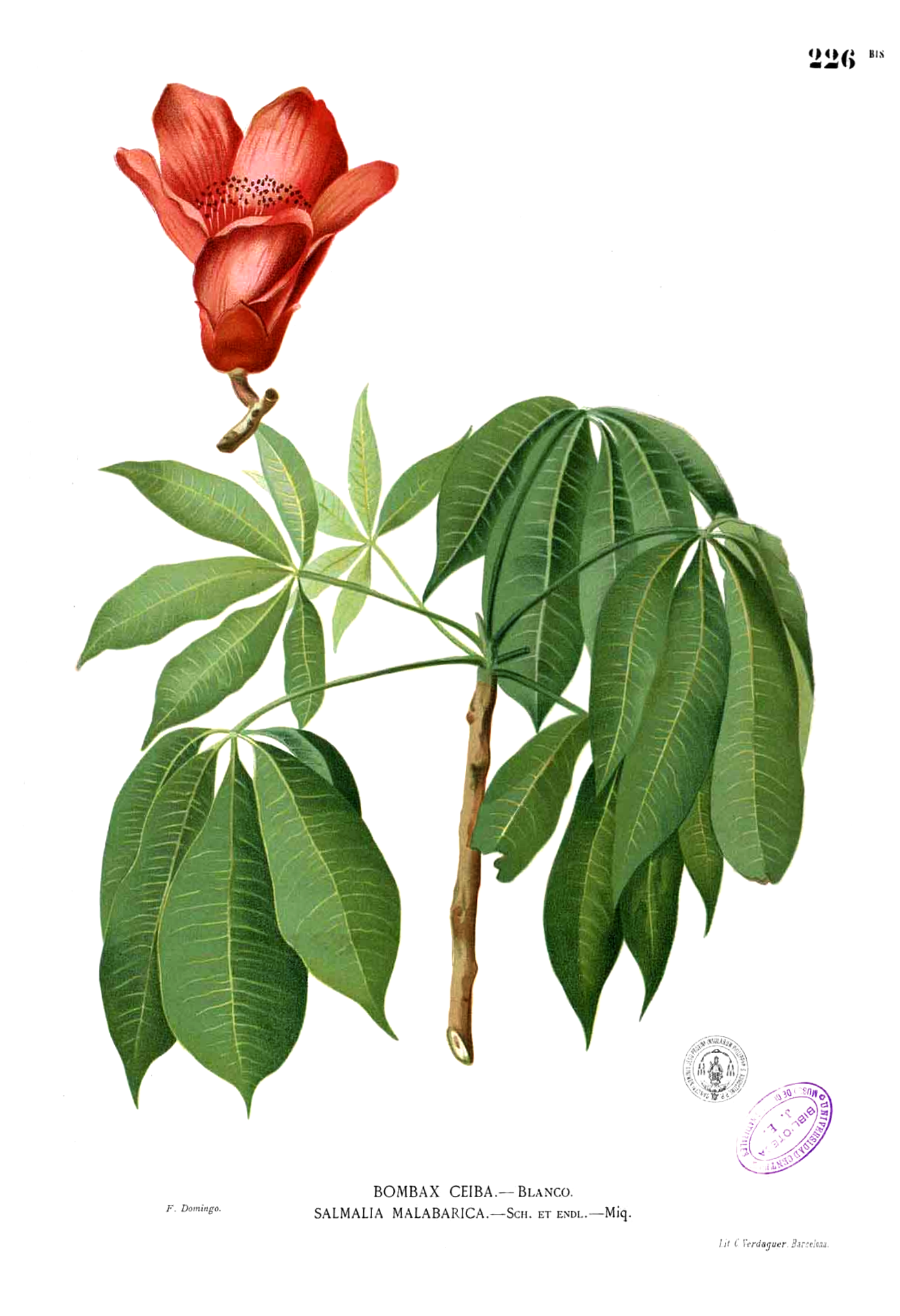
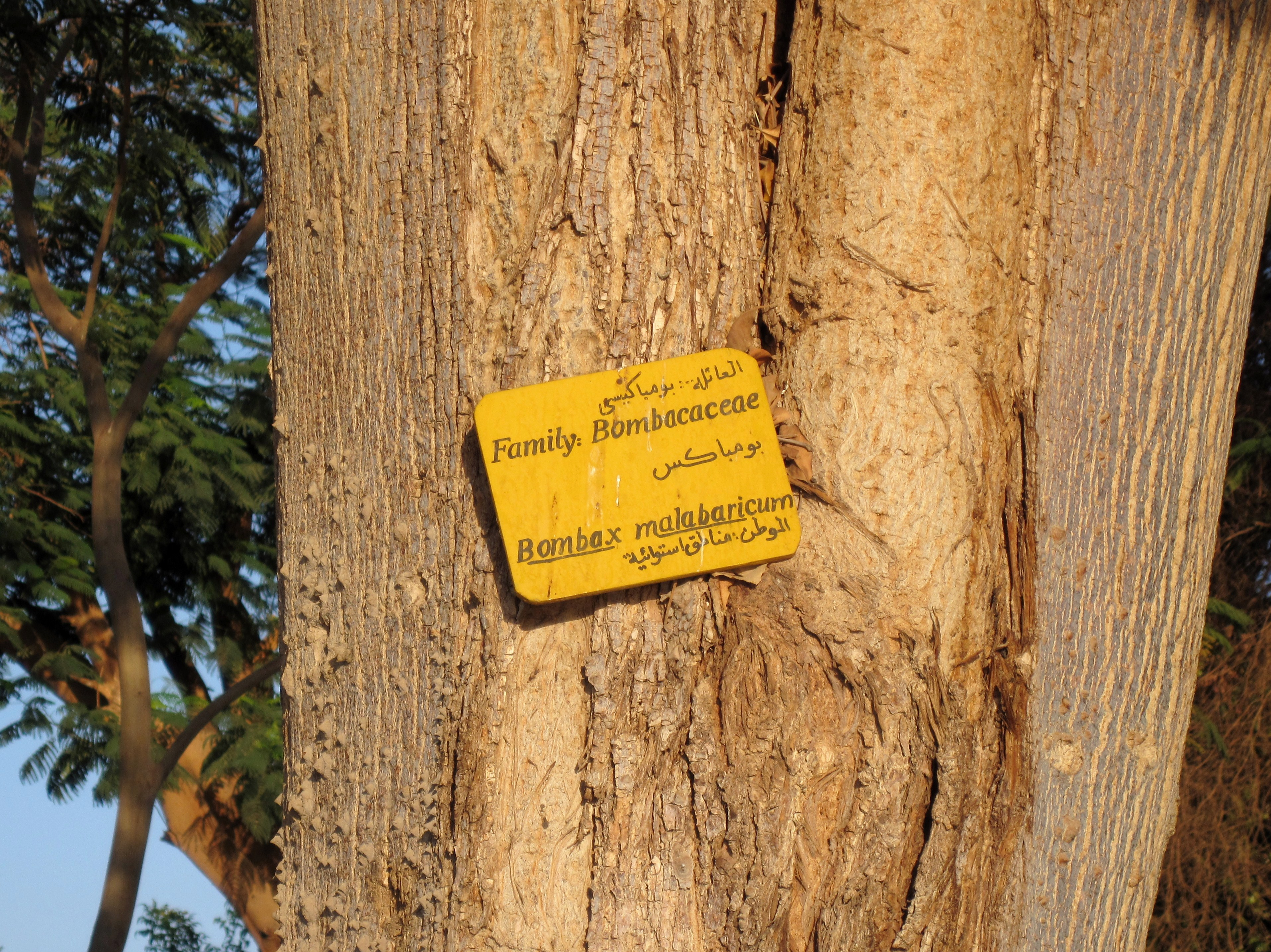

## Danh sách loài
- Bombax albidum
- Bombax anceps
- Bombax blancoanum
- Bombax brevicuspe
- Bombax buonopozense
- Bombax ceiba
- Bombax costatum
- Bombax insigne
- Bombax rhodognaphalon